# Банк сміття

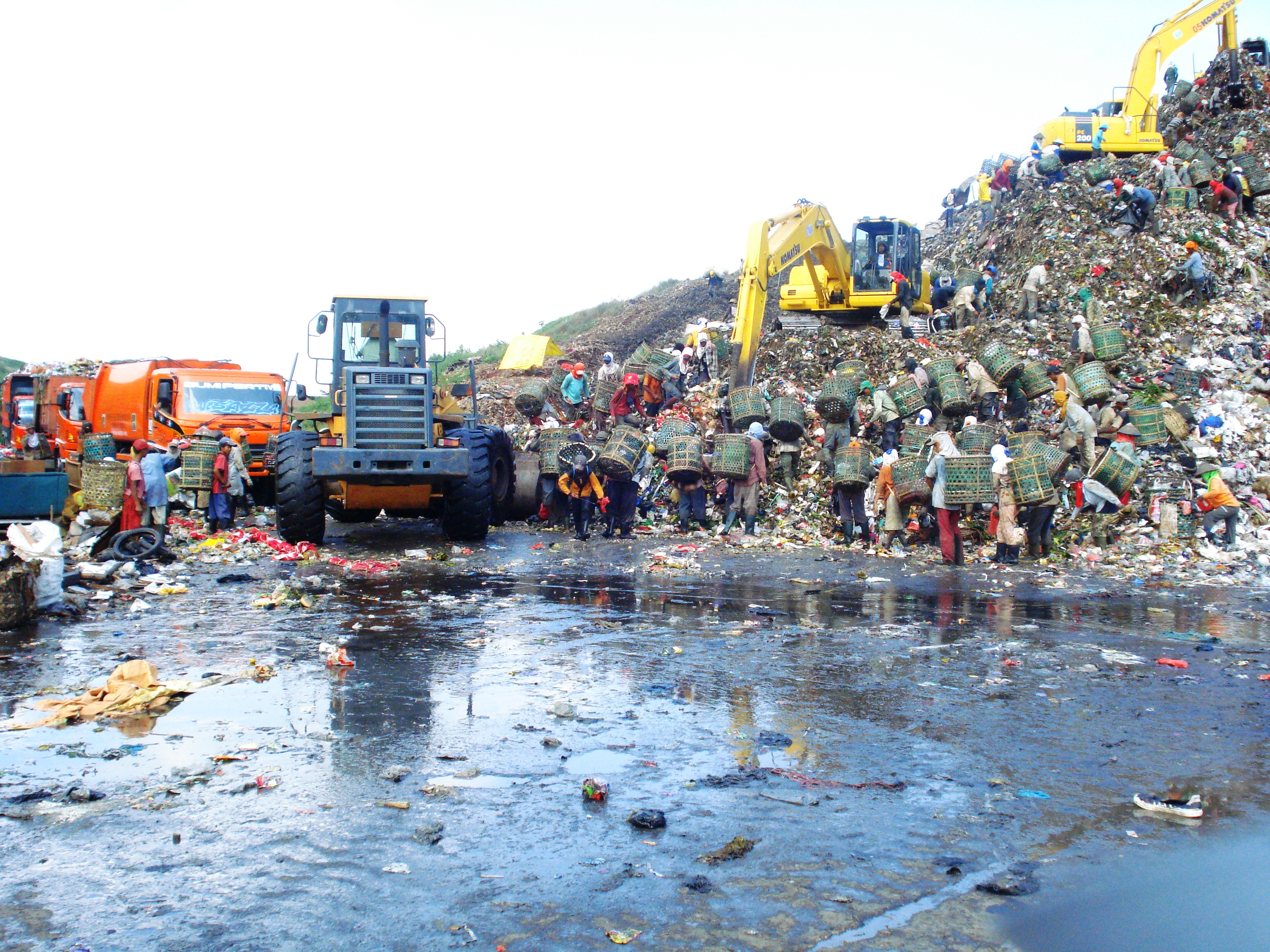
Звалище сміття одного з банків Індонезії

Банк сміття (індонез. Bank sampah) — бізнес-модель збору та сортування сміття, насамперед, твердих побутових відходів. Вперше започаткована в Індонезії.

## Історія
Концепцію сміттєвого банку в 2008 році запропонував Бамбанг Суерда, який створив в Джок'якарті на острові Ява (Індонезія) перший сміттєвий банк «Bank Sampah Gemah Ripah / Bank Sampah Bantul». На створення підприємства зі збору та перероблення сміття його спонукала турбота про проблему санітарії в місцевості.
Надалі ідея швидко поширилася і, завдяки низькому порогу входу, по всій Індонезії почали з'являтися незалежні банки сміття.
На початку 2010-х років Бамбанг Суерда отримав пропозицію впровадити концепцію банку сміття в Таїланді.
На кінець червня 2012 році в Індонезії вже існувало 782 банки сміття із загальним оборотом в 31 млрд рупій.
У 2012 році за свій інноваційний підхід до роздільного збору сміття Бамбанг Суерда був відзначений фондом Ашока.
Влада Індонезії, високо оцінивши модель банків сміття, приєднатися до її популяризації, впровадження та підтримки.
Адміністрації міст почали встановлювати додаткові контейнери для роздільного збору сміття, а також надавати щорічну допомогу кожному банку сміття.

## Концепція та принципи
У якості «вкладу» банки сміття приймають розділені за категоріями відходи, відкриваючи рахунки «вкладників», куди записуються вага і вид зданих відходів.
Оптові партії розділеного сміття здаються переробникам або продаються будь-яким іншим зацікавленим особам (наприклад, колекціонерам, митцям тощо). Вартість сміття зазвичай змінюється кожен день за біржовим принципом, в залежності від рівня попиту.
Після реалізації на рахунки «вкладників» зараховуються кошти, еквівалентні типу, вазі «вкладу» і поточною ринковою вартістю зданого сміття. При цьому близько 85% дістається клієнту, 15% - «банку».
Можливість зняття коштів у «вкладників» виникає лише через деякий час після реалізації, наприклад, 3 місяці, що знижує ризик оператора бізнесу.
Клієнтами банку сміття можуть бути як індивідуальні особи, так і групи, наприклад, домогосподарства, школи, кооперативи тощо.
На додаток до приймання й гуртового продажу відходів деякі банки сміття відкривають підрозділи, що займаються безпосереднім переробленням, перетворюючи відходи у готові вироби.
У розвиток бізнесу банки сміття приймають і органічні відходи, переробляючи їх в компост і продаючи сільгоспвиробникам.

## Показники діяльності
Перший банк сміття «Bank Sampah Gemah Ripah» у 2012 році збирав 500-700 кг на місяць.
Один з банків сміття — «Bank Sampah Cahaya Partha Jaya» повідомляв у 2012 році про те, що кожного місяця він отримує 5 тонн різних відходів на суму близько 15 млн рупій ($1 590).
Банк сміття в Балікпапані в 2013 році звітував про 2-3 тонни зібраних на місяць відходів. У ньому повідомляли, що середній родині вдається заощадити за допомогою цього банку близько 50 000 рупій (близько $5) на місяць.
На 2012 рік банки сміття «контролювали» від 30% до 40% ринку пластикових відходів в своїх регіонах.